# Mary Ford
Mary Ford (ur. 7 lipca 1924, zm. 30 września 1977) – amerykańska wokalistka i gitarzystka.

## Wyróżnienia
Posiada swoją gwiazdę na Hollywoodzkiej Alei Gwiazd.